# Рило-Родопски масив
Рило-Родопският масив или Македоно-Тракийският масив e планински масив, който изгражда вътрешните части от алпийския оргенен пояс на Балканския полуостров. Простира се между река Марица на изток, Динарските планини и Шарско-Пиндската верига на запад, и Карпатско-Балканските планини на север.

## Обхват
Рило-Родопският масив носи името си на планините Рила и Родопи, които са разположена на територията на Южна България, като части от Родопите са и в Северна Гърция. В масива се намира най-високият връх на Балканите – Мусала (2925 м). Към Рило-Родопския масив се числят западните погранични планини (от Осогово до Беласица), известни под името Осоговско-Беласишката планинска група, високите Рила и Пирин и просторните Родопи, както и планините Славянка и Стъргач. 
В западна посока масивът продължава и на територията на Северна Македония, Косово и Сърбия. 

## Физикогеографски характеристики
Родопските планини са залесени и богати на флора и фауна. Над 1800 – 2000 m надморска височина се простират пасища. Богати са на природни изкопаеми – хром, олово, цинк, желязо, злато и други руди,гипс.

## Геоложки характеристики
Масивът е изграден предимно от магмени и метаморфни скали. Еволюцията му се характеризира със сложна навлачна тектоника, съпоставила скали с различна възраст на протолитите и характер на метаморфизма. За образуването му съществено значение имат затварянето и субдукцията на океана Мелиата и на Вардарския океан. Сложната тектонска история на орогена е съпроводена с няколко етапа на високостепенен метаморфизъм. В Рило-Родопския масив, както на българска, така и на гръцка територия, са намерени скали, които съдържа микро-диаманти, образувани при ултрависокобарични условия. След навличанията, средно-късно палеогенската тектоника на масива се контролира от полегати разседи, по които удебелената земна кора се „разтоварва“. По този начин в лежащите крила на разломите на повърхността се разкриват най-дълбоките части на орогена – метаморфните ядрени комплекси, а във висящите крила се формират понижения, запълнени със седиментни и вулканогенно-седиментни скални комплекси. Късните етапи от развитието на орогена са съпроводени и от интензивен магматизъм (внедрени са гранитите на Рило-Родопския батолит, Долнодряновски, Барутин-Буйновски, Смилянски плутон, Пиринските гранити и множество по-малки интрузивни магмени тела).
Характерни форми на релефа на Рило-Родопския масив са денудационните заравнености, земните пирамиди, карстовите и глациалните форми. Поделя се на няколко основни подобласти на територията на България:
- Осоговско-Беласишката планинска редица, която включва планините Осогово, Влахина, Малашевска, Огражден и Беласица. Към нея се включва и разломната долина на р. Струма и привързаните към долината грабеновидни котловини. Планините представляват хорстове и са изградени от палеозойски масивни и метаморфни скали. Характерни форми на релефа са денудационните заравнености, проломите и наносните конуси.
- Рило-Пиринската подобласт обхваща Рила и Пирин и грабеновидната долина на р. Места с привързаните към нея Разложка и Гоцеделчевска котловини. Планините Рила и Пирин са хорстови планини. В Северен Пирин широко разпространение имат мраморите, а в Югозападен Пирин – плиоценските песъчливи наслаги. Най-висок връх на Пирин е връх Вихрен (2914 m). Рила е най-високата планина на Балканския полуостров (връх Мусала – 2925 m). Изградена е основно от метаморфити и гранити. Важно значение за съвременния релеф има кватернерното заледяване. Характерни форми на релефа са денудационните заравнености, карстовите и глациалните форми, а в плиоценските наслаги – земните пирамиди (при град Мелник и село Стоб).
- Западно-родопската подобласт е най-обширната структура. Метаморфните скали, които я изграждат, са с палеозойска и мезозойска възраст на протолитите – това са пара- и ортогнайси, шисти, мрамори, амфиболити. Характерни форми на релефа са денудационните повърхнини, речните долини с речни тераси и ждрела, карстовите форми и др
- Източно-родопската подобласт представлява морфоструктурно понижение, дълбоко разчленено от река Арда и притоците ѝ. Метаморфните скалите са идентични с тези на Западно-родопската област. Тук може да се наблюдава пълен разрез от най-долната до най-високо разположената навлачна пластина. Характерни са денудационните заравнености, речните тераси, скалните гъби и др.

## Многообразие на Рило-Родопската област
Рило-Родопската област има планински кози, планински божур, еделвайс, и др.Тази област има планините Рила, Пирин, Родопи. От тях извират много реки.Едни от тези реки са Тунджа, Марица, Арда, и др. Има и национален парк Рила, Пирин. Планините в тази област са Рила, Пирин, Родопи.